# Aurélie Wilmet
Pour les articles homonymes, voir Wilmet.
Aurélie Wilmet, née en 1991 à Bruxelles (région de Bruxelles-Capitale), est une illustratrice, autrice de bande dessinée et de romans graphiques belge.

## Biographie
Aurélie Wilmet naît en 1991 à Bruxelles.
Après l'obtention de son baccalauréat en illustration à l’institut Saint-Luc de Bruxelles et ensuite un master dans le pôle narration spéculative de l’École de recherche graphique (ERG) où elle est l'élève de Dominique Goblet.
Lors de sa dernière année d'étude, elle entame le récit Rorbuer à la suite d'un voyage en Norvège qui lui donne envie de se plonger dans le folklore et les légendes nordiques. Elle développe rapidement son style personnel. Elle travaille avec différentes techniques et sur de nombreux supports, elle aime mélanger le crayon de couleur et le marqueur copic qui donne un aspect à la fois brut et poétique. Elle se passionne souvent pour les récits empreints de mystère et de voyage où les personnages ont un lien fort avec la nature. En 2017, son projet Rorbuer reçoit la bourse découverte en bande dessinée de la Fédération Wallonie-Bruxelles. En avril 2018, Aurélie Wilmet se rend au Canada pour y vivre et y travailler. C’est au Québec, qu’elle termine son ouvrage Rorbuer et découvre par la même occasion de nouvelles pratiques mystiques. Ce premier roman graphique est publié dans la collection « Banco » aux Éditions Super Loto en 2020. Elle reçoit pour cet ouvrage, le prix de la première œuvre en bande dessinée de la Fédération Wallonie-Bruxelles la même année,. Pendant l'été de la même année, elle participe au projet zomerVITRINEdété visant à partager sa version de « Bruxelles en vacances », à la Maison de services au public Cosmos, rue Docteur De Meersman à Anderlecht.
Elle est lauréate d'une bourse d'aide à la création de la Fédération Wallonie-Bruxelles en 2022.
En 2024, elle sort son deuxième roman graphique Épinette noire dans la même collection. L'album fait partie des 15 coups de cœur de la rentrée littéraire d’hiver du journal Le Soir. La même année, elle illustre le roman jeunesse Chienne de guerre de l'autrice Nathalie Skowronek publié aux éditions CotCotCot. En 2025, elle publie Diane Arbus - Photographier les invisible, une biographie sur la photographe Diane Arbus aux éditions Casterman.
En parallèle, elle collabore aussi en tant qu’illustratrice avec la presse dont Libération et Axelle Magazine,. Ses illustrations touchent généralement des sujets difficiles comme des attentats ou guerres auxquels elle essaye de donner vie avec sensibilité. Elle contribue également à 64_page.
L'artiste expose ses œuvres à Bruxelles et à Paris.
Elle vit et travaille au Danemark en 2024.

## Œuvre

### Publications

#### Romans graphiques
- Rorbuer[18],[19], Super Loto Éditions, coll. « Banco », Concots, 19 juin 2020
Scénario, dessin et couleurs : Aurélie Wilmet -  (ISBN 979-10-94442-20-3),réédition en 2023  (ISBN 979-10-94442-35-7).
- Épinette noire[9],[20],[21],[22], Super Loto Éditions, Concots, 12 janvier 2024
Scénario, dessin et couleurs : Aurélie Wilmet -  (ISBN 979-10-94442-36-4)
- Diane Arbus - Photographier les invisibles[23],[24],[25],[26],[27], Casterman, Bruxelles, 7 mai 2025
Scénario, dessin et couleurs : Aurélie Wilmet -  (ISBN 978-2-203-29294-9)

#### Illustration de littérature jeunesse
- Nathalie Skowronek, Chienne de guerre[10], Bruxelles, CotCotCot éditions, 2024, 83 p., ill. (ISBN 978-2-930941-59-2, présentation en ligne).

### Expositions
- Inuit. Voyage graphique au Grand Nord, Musée Art et Histoire à Bruxelles du 19 mars au 22 mai 2022, une exposition réalisée en association avec Picture Festival[15],[28].

#### Expositions collectives
- Le chant du monde, exposition collective dans le cadre de Formula Bula avec : Jérôme Dubois, Jul Quanouai, Clément Vuillier, Dans le Ciel tout va bien, Paolo Viscogliosi à la Médiathèque Françoise-Sagan en 2021[16].

## Prix et récompenses
- 2020 : prix de la première œuvre en bande dessinée de la Fédération Wallonie-Bruxelles pour Rorbuer[2],[6].

#### Articles
- Aurélie Wilmet (interviewée par Aude Cuilhé), « Rencontre avec Aurélie Wilmet : « J’aime réfléchir le récit de manière nouvelle » », Maze,‎ 23 février 2024 (lire en ligne, consulté le 10 mai 2024).

### Émissions de télévision
- LCR - Aurélie Wilmet émission La Lettre recommandée présentée par David Courier sur BX1 (13 min 5 s), 25 mars 2024.

### Vidéographie
- [vidéo] « Aurélie Wilmet : prix de la première œuvre en bande dessinée 2020 », sur YouTube

### Podcasts
- Rencontre avec Aurélie Wilmet pour Épinette Noire ! Dans ma bulle no 378 avec aVoir aLire, interview d'Aurélie Wilmet (29 min), 26 avril 2024.